# Discografia degli Erreway
La discografia degli Erreway è formata da quattro album in studio, due compilation, un album dal vivo e tredici singoli.

## Album in studio
| Anno | Titolo | Massima posizione | Massima posizione | Massima posizione | Certificazioni   |
| Anno | Titolo | ARG               | ISR               | ESP               | Certificazioni   |
| ---- | --- | ----------------- | ----------------- | ----------------- | ---------------- |
| 2002 | Señales - Pubblicazione: 29 luglio 2002 - Etichetta: Sony Music, Cris Morena Group - Formato: CD                   | 1                 | 1                 | 41                | - ARG:2× platino |
| 2003 | Tiempo - Pubblicazione: 15 aprile 2003 - Etichetta: Sony Music, Cris Morena Group - Formato: CD                    | 1                 | 1                 | 38                | - ARG: platino   |
| 2004 | Memoria - Pubblicazione: 2 luglio 2004 - Etichetta: Sony Music, Cris Morena Group - Formato: CD, download digitale | 2                 | 1                 | —                 |                  |
| 2021 | Vuelvo - Pubblicazione: 18 giugno 2021 - Etichetta: Warner Music Group - Formato: CD, download digitale            |                   |                   |                   |                  |

## Album dal vivo
| Anno | Titolo                                                                                                | Massima posizione | Massima posizione | Massima posizione | Certificazioni |
| Anno | Titolo                                                                                                | ARG               | ISR               | ESP               | Certificazioni |
| ---- | --- | ----------------- | ----------------- | ----------------- | -------------- |
| 2006 | Erreway en concierto - Pubblicazione: 19 settembre 2006 - Etichetta: Warner Music Group - Formato: CD |                   |                   |                   |                |

## Raccolte
| Anno | Titolo | Massima posizione | Massima posizione | Massima posizione | Certificazioni |  |  |
| ---- | --- | ----------------- | ----------------- | ----------------- | -------------- |  |  |
| Anno | Titolo | ARG               | ISR               | ESP               | Certificazioni |  |  |
| 2006 | El disco de Rebelde Way - Pubblicazione: 3 marzo 2006 - Etichetta: Warner Music Group - Formato: CD                 |                   |                   | 1                 |                |  |  |
| 2007 | Erreway presenta su caja recopilatoria - Pubblicazione: 8 agosto 2007 - Etichetta: Warner Music Group - Formato: CD |                   |                   |                   |                |  |  |

## Video musicali
| Video musicale        | Anno | Album    | Regista           | Durata | Fonti  |
| --------------------- | ---- | -------- | ----------------- | ------ | ------ |
| Sweet Baby            | 2002 | Señales  | Cris Morena       | 3:15   | [ 6 ]  |
| Bonita de más         | 2002 | Señales  | Cris Morena       | 2:40   | [ 7 ]  |
| Resistirè             | 2002 | Señales  | Cris Morena       | 3:27   | [ 8 ]  |
| Inmortal              | 2002 | Señales  | Cris Morena       | 2:45   | [ 9 ]  |
| Amor de engaño        | 2002 | Señales  | Cris Morena       | 3:38   | [ 10 ] |
| Será porque te quiero | 2002 | Señales  | Cris Morena       | 3:16   | [ 11 ] |
| Dos segundos          | 2002 | No album | Cris Morena       | 2:24   | [ 12 ] |
| Te soñé               | 2002 | Tiempo   | Cris Morena       | 2:59   | [ 13 ] |
| Tiempo                | 2003 | Tiempo   | Cris Morena       | 4:06   | [ 14 ] |
| Será de Dios          | 2003 | Tiempo   | Cris Morena       | 3:13   | [ 15 ] |
| Para cosas buenas     | 2003 | Tiempo   | Cris Morena       | 3:04   | [ 16 ] |
| Que estés             | 2003 | Tiempo   | Cris Morena       | 4:00   | [ 17 ] |
| Vas a salvarte        | 2003 | Tiempo   | Cris Morena       | 3:43   | [ 18 ] |
| Memoria               | 2004 | Memoria  | Tomás Yankelevich | 4:47   | [ 19 ] |

## Altre
| Anno | Titolo           | Note                                                                                               |
| ---- | ---------------- | -------------------------------------------------------------------------------------------------- |
| 2002 | Coulotte sexy    | È stata incisa dagli Erreway ma non è mai stata inserita in un album, bensì in Rebelde Way.        |
| 2002 | Dos segundos     | È stata incisa da Benjamín Rojas ma non è mai stata inserita in alcun album, bensì in Rebelde Way. |
| 2000 | We Will Rock You | Cover dei Queen, è cantata in ogni concerto ed inserita in ogni loro album live.                   |